# Новий Диків
Новий Диків (пол. Nowy Dzików) — село в Польщі, у гміні Старий Диків Любачівського повіту Підкарпатського воєводства.
Населення — 643 особи (2011).

## Історія
На 1 січня 1939 року в селі проживало 1 440 мешканців, з них 1 070 українців-грекокатоликів, 280 українців-римокатоликів, 40 євреїв і 50 поляків.
У 1944 р. поляки почали терор проти українців аж до депортації в 1947 р., вбиваючи щороку кількох. 19.10.1945 польським військом убиті 21-річний Юрій Галак і 37-річний Шмагло Іван. 16.04.1946 польською міліцією вбитий 22-річний Михайло Пиріг. Поляки багаторазово нападали і грабували українців. Загалом арештовано 12 селян, спалена 1 хата, пограбовано 46 господарств, зграбовано 36 корів, 58 коней і дрібної рогатої худоби, 15 200 кг збіжжя. Українське населення внаслідок виселення українців у 1945 році в СРСР і депортації в 1947 році в рамках акції Вісла на понімецькі території Польщі вбите або вивезене зі своєї історичної батьківщини. Жителі села в рядах ОУН і УПА чинили опір етноциду.
У 1975-1998 роках село належало до Перемишльського воєводства.

## Демографія
Демографічна структура станом на 31 березня 2011 року:
|          | Загалом | Допрацездатний вік | Працездатний вік | Постпрацездатний вік |
| -------- | ------- | ------------------ | ---------------- | -------------------- |
| Чоловіки | 334     | 80                 | 214              | 40                   |
| Жінки    | 309     | 61                 | 177              | 71                   |
| Разом    | 643     | 141                | 391              | 111                  |